# Teuila Blakely
Teuila Blakely (nacida el 13 de enero de 1975) es una actriz neozelandesa nacida en Samoa, conocida por sus papeles en Shortland Street, Sione's Wedding, Sione's 2: Unfinished Business, Filthy Rich y Power Rangers Beast Morphers.

## Primeros años de vida
Blakely nació el 13 de enero de 1975 en Samoa. Se crio en Tauranga, Nueva Zelanda y es la cuarta de cinco hijos. Su madre era mormona y su padre era católico.

## Carrera
Blakely comenzó su carrera como actriz con papeles menores en la película polinesia The Legend of Johnny Lingo, una aparición en la serie de televisión Outrageous Fortune como Savannah y un papel de actriz de voz en Bro'Town como Sina Tapili. Su primer papel importante en una película llegó cuando fue elegida como Leilani en la comedia de 2006 Sione's Wedding. Regresó como Leilani en la secuela de 2012 Sione's 2: Unfinished Business.
Blakely es más conocida por su papel televisivo de Vasa Levi en la popular telenovela Shortland Street de 2010 a 2014. En 2015, Blakely participó en Dancing with the Stars, pero ella y su compañero Scott Cole fueron eliminados el 29 de junio. En 2016, Blakely fue elegida para interpretar el papel de Malia en la serie de televisión Filthy Rich y también cantó "This Is For My Girls" con Laura Daniel, Daisy Lawless, Lucy Lawless, Saraid Cameron, Kimberley Crossman, Kura Forrester e Ilah Cooper.
En 2021, apareció como panelista invitada de TV3 reaccionando a la entrevista entre Oprah Winfrey, el príncipe Harry y Meghan Markle.

## Vida personal
Blakely dio a luz a su hijo Jared a la edad de 17 años.

## Filmografía

### Películas
| Año  | Título                         | Papel             | Notas   |
| ---- | ------------------------------ | ----------------- | ------- |
| 2003 | The Legend of Johnny Lingo     | Hermana de Natiti |         |
| 2006 | Sione's Wedding                | Leilani           |         |
| 2012 | Sione's 2: Unfinished Business | Leilani           |         |
| 2022 | A Royal Treatment              | Reina Catherine   | Netflix |

### Televisión
| Año       | Título                          | Papel               | Notas                  |
| --------- | ------------------------------- | ------------------- | ---------------------- |
| 2004–2009 | Bro'Town                        | Sina Tapili         | Voz                    |
| 2005      | Outrageous Fortune              | Savannah            |                        |
| 2010      | Radiradirah                     | Handmaiden / Aroha  |                        |
| 2010      | This Is Not My Life             | Lani / Mani         |                        |
| 2010-2014 | Shortland Street                | Vasa Levi           |                        |
| 2012      | Missing Christmas               | Kiri TePania        | Película de televisión |
| 2015      | Dancing with the Stars          | Ella misma          |                        |
| 2015      | Westside                        | Talita              |                        |
| 2016-2017 | The Barefoot Bandits            | Kiri / Kiri TePania | Voz                    |
| 2017      | Filthy Rich                     | Malia               |                        |
| 2018      | Power Rangers Super Ninja Steel | Spyclops            | Voz                    |
| 2018      | Funny Girls                     | Varios              |                        |
| 2019–2020 | Power Rangers Beast Morphers    | Comandante Shaw     |                        |
| 2022      | Power Rangers Dino Fury         | General Shaw        | 1 episodio             |